# Minutes to Midnight
Minutes to Midnight (укр. Хвилини до Півночі) — третій студійний альбом американського рок гурту Linkin Park, представлений 14 травня 2007 року лейблом Warner Bros. Records. Продюсерами альбому стали Майк Шинода і Рік Рубін; це перший студійний альбом гурту, спродюсований без Дона Гілмора, який був продюсером двох попередніх альбомів. Minutes to Midnight є наступним альбомом гурту після альбому Meteora (2003) і демонструє зміну музичного напрямку колективу. Для гурту альбом ознаменував початок відходу від їхнього фірмового звучання в стилі ню-метал. Minutes to Midnight отримав свою назву від символу Годинника Судного дня. Це також перший повноформатний альбом гурту, який отримав знак Parental Advisory.
Linkin Park розпочали роботу над своїм третім студійним альбомом у 2003 році, зробивши перерву на турне на підтримку альбому Meteora у 2004 році. У цей період гурт створив численні сайд-проекти; Майк Шинода створив свій хіп-хоп сайд-проект Fort Minor, а Честер Беннінгтон створив Dead By Sunrise, що призвело до того, що альбом був тимчасово відкладений на полицю. Згодом гурт повернувся до роботи над платівкою, взявши інший музичний напрямок, ніж на сесіях 2003 року, під час роботи з продюсером Ріком Рубіном. Завершення роботи над альбомом кілька разів відкладалося з невідомих причин. Зрештою, «What I've Done» була обрана головним синглом альбому у квітні 2007 року, а реліз альбому в Північній Америці відбувся 15 травня 2007 року.
Альбом дебютував на першому місці в американському Billboard 200 і в 15 інших країнах, зокрема у Великій Британії та Канаді.

## Список композицій
Автор музики і слів Linkin Park. 
| Minutes to Midnight | Minutes to Midnight               | Minutes to Midnight |
| #                   | Назва                             | Тривалість          |
| ------------------- | --------------------------------- | ------------------- |
| 1.                  | «Wake»                            | 1:40                |
| 2.                  | «Given Up»                        | 3:09                |
| 3.                  | «Leave Out All the Rest»          | 3:29                |
| 4.                  | «Bleed It Out»                    | 2:44                |
| 5.                  | «Shadow of the Day»               | 4:49                |
| 6.                  | «What I've Done»                  | 3:25                |
| 7.                  | «Hands Held High»                 | 3:53                |
| 8.                  | «No More Sorrow»                  | 3:41                |
| 9.                  | «Valentine's Day»                 | 3:16                |
| 10.                 | «In Between»                      | 3:16                |
| 11.                 | «In Pieces»                       | 3:38                |
| 12.                 | «The Little Things Give You Away» | 6:23                |

| Tour Edition bonus tracks | Tour Edition bonus tracks          | Tour Edition bonus tracks |
| #                         | Назва                              | Тривалість                |
| ------------------------- | ---------------------------------- | ------------------------- |
| 13.                       | «No Roads Left»                    | 3:52                      |
| 14.                       | «What I've Done» (distorted remix) | 3:50                      |
| 15.                       | «Given Up» (third encore session)  | 3:09                      |

| Бонус треки у версії для iTunes | Бонус треки у версії для iTunes         | Бонус треки у версії для iTunes |
| #                               | Назва                                   | Тривалість                      |
| ------------------------------- | --------------------------------------- | ------------------------------- |
| 13.                             | «What I've Done» (live at AOL Sessions) | 3:29                            |
| 14.                             | «No Roads Left» (pre-order only)        | 3:52                            |

| Бонус треки для Wal-Mart | Бонус треки для Wal-Mart                  | Бонус треки для Wal-Mart |
| #                        | Назва                                     | Тривалість               |
| ------------------------ | ----------------------------------------- | ------------------------ |
| 13.                      | «Breaking the Habit» (live at soundcheck) | 4:25                     |
| 14.                      | «What I've Done» (live at soundcheck)     | 3:24                     |

| Бонус треки для Best Buy | Бонус треки для Best Buy                | Бонус треки для Best Buy |
| #                        | Назва                                   | Тривалість               |
| ------------------------ | --------------------------------------- | ------------------------ |
| 13.                      | «What I've Done» (live at AOL Sessions) | 3:29                     |
| 14.                      | «No More Sorrow» (live at AOL Sessions) | 3:45                     |

| Бонус треки у японській версії | Бонус треки у японській версії | Бонус треки у японській версії |
| #                              | Назва                          | Тривалість                     |
| ------------------------------ | ------------------------------ | ------------------------------ |
| 13.                            | «Faint» (live in Japan)        | 2:46                           |

| Бонус треки у японській версії (версія у підтримку концертного туру) | Бонус треки у японській версії (версія у підтримку концертного туру) | Бонус треки у японській версії (версія у підтримку концертного туру) |
| #                                                                    | Назва                                                                | Тривалість                                                           |
| -------------------------------------------------------------------- | -------------------------------------------------------------------- | -------------------------------------------------------------------- |
| 13.                                                                  | «Faint» (live in Japan)                                              | 2:46                                                                 |
| 14.                                                                  | «No Roads Left»                                                      | 3:52                                                                 |
| 15.                                                                  | «What I've Done» (distorted remix)                                   | 3:50                                                                 |
| 16.                                                                  | «Given Up» (third encore session)                                    | 3:09                                                                 |

| Бонус треки для цифрового завантаження у підтримку азійського туру гурту | Бонус треки для цифрового завантаження у підтримку азійського туру гурту | Бонус треки для цифрового завантаження у підтримку азійського туру гурту |
| #                                                                        | Назва                                                                    | Тривалість                                                               |
| ------------------------------------------------------------------------ | ------------------------------------------------------------------------ | ------------------------------------------------------------------------ |
| 1.                                                                       | «One Step Closer»                                                        |                                                                          |
| 2.                                                                       | «Lying From You»                                                         |                                                                          |
| 3.                                                                       | «Somewhere I Belong»                                                     |                                                                          |
| 4.                                                                       | «No More Sorrow»                                                         |                                                                          |
| 5.                                                                       | «Papercut»                                                               |                                                                          |

| Бонус треки для цифрового завантаження у підтримку європейського туру гурту | Бонус треки для цифрового завантаження у підтримку європейського туру гурту | Бонус треки для цифрового завантаження у підтримку європейського туру гурту |
| #                                                                           | Назва                                                                       | Тривалість                                                                  |
| --------------------------------------------------------------------------- | --------------------------------------------------------------------------- | --------------------------------------------------------------------------- |
| 1.                                                                          | «What I've Done»                                                            | 7:27                                                                        |
| 2.                                                                          | «One Step Closer»                                                           | 4:10                                                                        |
| 3.                                                                          | «Faint»                                                                     | 4:07                                                                        |

### Сингли
- What I've Done.
- Bleed It Out.
- Shadow Of The Day.
- Given Up.
- Leave Out All The Rest.

### Цікава інформація
- На всі сингли з «Minutes To Midnight» були зняті кліпи.
- Кліп на «Shadow Of The Day» став лауреатом у номінації «Найкраще рок-відео» на церемонії MTV Video Music Awards.
- Реп Майка Шиноди присутній тільки у 2-х піснях («Bleed It Out» та «Hands Held High»).

## Чарти
| Чарт (2007)                                          | Найвища позиція |
| ---------------------------------------------------- | --------------- |
| Argentine Albums (CAPIF)                             | 7               |
| Австралія Australian Albums (ARIA)                   | 1               |
| Австрія Austrian Albums (Ö3 Austria)                 | 1               |
| Бельгія Belgian Albums (Ultratop Flanders)           | 2               |
| Бельгія Belgian Albums (Ultratop Wallonia)           | 2               |
| Канада Canadian Albums (Billboard)                   | 1               |
| Чехія Czech Albums (ČNS IFPI)                        | 1               |
| Данія Danish Albums (Hitlisten)                      | 2               |
| Нідерланди Dutch Albums (MegaCharts)                 | 2               |
| European Albums (Billboard)                          | 1               |
| Фінляндія Finnish Albums (Suomen virallinen lista)   | 1               |
| Франція French Albums (SNEP)                         | 1               |
| Німеччина German Albums (Offizielle Top 100)         | 1               |
| Greek Albums (IFPI)                                  | 1               |
| Угорщина Hungarian Albums (MAHASZ)                   | 1               |
| Ірландія Irish Albums (IRMA)                         | 1               |
| Італія Italian Albums (FIMI)                         | 1               |
| Japanese Albums (Oricon)                             | 1               |
| Mexican Albums (Top 100 Mexico)                      | 2               |
| Нова Зеландія New Zealand Albums (Recorded Music NZ) | 1               |
| Норвегія Norwegian Albums (VG-lista)                 | 1               |
| Польща Polish Albums (ZPAV)                          | 2               |
| Португалія Portuguese Albums (AFP)                   | 3               |
| Шотландія Scottish Albums (OCC)                      | 1               |
| Іспанія Spanish Albums (PROMUSICAE)                  | 2               |
| Швеція Swedish Albums (Sverigetopplistan)            | 1               |
| Швейцарія Swiss Albums (Schweizer Hitparade)         | 1               |
| Taiwanese Albums (Five Music)                        | 1               |
| Велика Британія UK Albums (OCC)                      | 1               |
| Велика Британія UK Rock & Metal Albums (OCC)         | 1               |
| США Billboard 200                                    | 1               |
| США Top Hard Rock Albums (Billboard)                 | 1               |
| США Top Rock Albums (Billboard)                      | 1               |
| США Top Tastemaker Albums (Billboard)                | 2               |

| Чарт (2017)                                          | Найвища позиція |
| ---------------------------------------------------- | --------------- |
| Австралія Australian Albums (ARIA)                   | 7               |
| Австрія Austrian Albums (Ö3 Austria)                 | 14              |
| Канада Canadian Albums (Billboard)                   | 24              |
| Чехія Czech Albums (ČNS IFPI)                        | 19              |
| Данія Danish Albums (Hitlisten)                      | 33              |
| Фінляндія Finnish Albums (Suomen virallinen lista)   | 18              |
| Німеччина German Albums (Media Control)              | 22              |
| Ірландія Irish Albums (IRMA)                         | 19              |
| Італія Italian Albums (FIMI)                         | 18              |
| Нова Зеландія New Zealand Albums (Recorded Music NZ) | 18              |
| Польща Polish Albums (ZPAV)                          | 45              |
| Шотландія Scottish Albums (OCC)                      | 31              |
| Швеція Swedish Albums (Sverigetopplistan)            | 22              |
| Swiss Albums (Romandie)                              | 23              |
| Швейцарія Swiss Albums (Schweizer Hitparade)         | 25              |
| Велика Британія UK Albums (OCC)                      | 15              |
| Велика Британія UK Rock & Metal Albums (OCC)         | 3               |
| США Billboard 200                                    | 27              |
| США Top Alternative Albums (Billboard)               | 7               |
| США Top Catalog Albums (Billboard)                   | 3               |
| США Top Hard Rock Albums (Billboard)                 | 4               |
| США Top Rock Albums (Billboard)                      | 7               |

| Чарт (2007)                                          | Позиція |
| ---------------------------------------------------- | ------- |
| Australian Albums (ARIA)                             | 12      |
| Austrian Albums (Ö3 Austria)                         | 5       |
| Belgian Albums (Ultratop Flanders)                   | 24      |
| Belgian Alternative Albums (Ultratop Flanders)       | 12      |
| Belgian Albums (Ultratop Wallonia)                   | 19      |
| Dutch Albums (Album Top 100)                         | 55      |
| European Albums (Billboard)                          | 5       |
| Finnish Albums (Suomen viralinen lista)              | 3       |
| French Albums (SNEP)                                 | 32      |
| German Albums (Offizielle Top 100)                   | 3       |
| Hungarian Albums (MAHASZ)                            | 58      |
| Italian Albums (FIMI)                                | 17      |
| Japanese Albums (Oricon)                             | 27      |
| Mexican Albums (Top 100 Mexico)                      | 54      |
| Нова Зеландія New Zealand Albums (Recorded Music NZ) | 5       |
| Swedish Albums (Sverigetopplistan)                   | 35      |
| Swedish Albums & Compilations (Sverigetopplistan)    | 42      |
| Swiss Albums (Schweizer Hitparade)                   | 5       |
| UK Albums (OCC)                                      | 44      |
| US Billboard 200                                     | 10      |
| US Top Rock Albums (Billboard)                       | 3       |
| Worldwide Albums (IFPI)                              | 6       |

| Чарт (2008)                        | Позиція |
| ---------------------------------- | ------- |
| Australian Albums (ARIA)           | 74      |
| Austrian Albums (Ö3 Austria)       | 35      |
| European Albums (Billboard)        | 50      |
| French Albums (SNEP)               | 138     |
| German Albums (Offizielle Top 100) | 28      |
| Swiss Albums (Schweizer Hitparade) | 87      |
| UK Albums (OCC)                    | 154     |
| US Billboard 200                   | 46      |
| US Hard Rock Albums (Billboard)    | 8       |
| US Top Rock Albums (Billboard)     | 13      |

| Чарт (2009)                     | Позиція |
| ------------------------------- | ------- |
| US Catalog Albums (Billboard)   | 33      |
| US Hard Rock Albums (Billboard) | 13      |

| Чарт (2000–09)   | Позиція |
| ---------------- | ------- |
| US Billboard 200 | 154     |

## Сертифікації та продажі
| Регіон | Сертифікація  | Продажі    |
| --- | ------------- | ---------- |
| Австралія (ARIA) | 3× Платиновий | 210 000^   |
| Австрія (IFPI Austria) | 2× Платиновий | 40 000*    |
| Бельгія (BEA) | Золотий       | 15 000*    |
| Канада | —             | 195,000    |
| Данія (IFPI Denmark) | 2× Платиновий | 40 000     |
| Фінляндія (IFPI Finland) | Золотий       | 15,893     |
| Франція (SNEP) | Золотий       | 75 000*    |
| Німеччина (BVMI) | 7× Золотий    | 700 000    |
| Греція (IFPI Greece) | Золотий       | 7500^      |
| Угорщина (Mahasz) | Золотий       | 3000^      |
| Італія (FIMI) sales since 2009 | Платиновий    | 50 000     |
| Японія (RIAJ) | Платиновий    | 250 000^   |
| Нова Зеландія (RIANZ) | 2× Платиновий | 30 000^    |
| Польща (ZPAV) | Золотий       | 10 000*    |
| Португалія (AFP) | Платиновий    | 20 000^    |
| Сінгапур (RIAS) | 3× Платиновий | 30 000*    |
| Іспанія (PROMUSICAE) | Золотий       | 40 000^    |
| Швеція (IFPI Sweden) | Золотий       | 20 000^    |
| Швейцарія (IFPI Switzerland) | 2× Платиновий | 60 000^    |
| Велика Британія (BPI) | 2× Платиновий | 600 000    |
| США (RIAA) | 5× Платиновий | 5 000 000  |
| Підсумки |               |            |
| Європа (IFPI) | 2× Платиновий | 2 000 000* |
| *продажі, що базуються лише на сертифікаціях · ^відвантаження, що базуються лише на сертифікаціях · продажі+прослуховування, що базуються лише на сертифікаціях |               |            |